# Coralí Cunyat i Badosa
Coralí Cunyat i Badosa (Girona, 9 de març de 1976) és una política catalana, senadora designada pel Parlament de Catalunya en la IX i X Legislatures.
És llicenciada en Recerca i Tècniques de Mercat per la Universitat de Barcelona i diplomada en Ciències Empresarials per la Universitat de Girona. Sòcia de QMC Consultors, ha treballat en el sector hoteler per a Sol Melià i The Ritz-Carlton Company.
Després de les eleccions de 2007 i 2011 fou escollida regidora de l'ajuntament de Girona i membre del consell comarcal del Gironès. El febrer de 2011 fou designada senadora pel Parlament de Catalunya, càrrec que va renovar en gener de 2013. Ha estat portaveu de la Comissió d'Igualtat i de la Comissió Mixta per a l'estudi del problema de les drogues del Senat.